# Gorneana, Bor
Gorneana (în sârbă Горњане) este un sat în plasa Bor, Districtul Bor, Timoc, Serbia. Localitatea este locuită majoritar de românii timoceni. Aici se află de asemenea și o biserică ortodoxă română.

## Demografie
Gorneana are 948 de adulți, cu o vârstă medie de 46,6 (44,9 pentru bărbați și 48,4 pentru femei). În localitate există 369 de gospodării, iar numărul mediu de membri pe gospodărie este de 3,02.
Această așezare este populată în cea mai mare parte de românii timoceni (conform recensământului din 2002), iar la ultimele trei recensăminte s-a înregistrat o scădere a populației.

### Evoluția istorică a populației
|  |

| Demografie | Demografie | Demografie |
| An         | Locuitori  | Locuitori  |
| ---------- | ---------- | ---------- |
| 1948       | 2061       |            |
| 1953       | 2126       |            |
| 1961       | 2093       |            |
| 1971       | 1875       |            |
| 1981       | 1705       |            |
| 1991       | 1446       |            |
| 2002       | 1114       |            |